# Liste der Biografien/Mere
Liste der Biografien |
Portal Biografien |
Personensuche
# |
A |
B |
C |
D |
E |
F |
G |
H |
I |
J |
K |
L |
M |
N |
O |
P |
Q |
R |
S |
T |
U |
V |
W |
X |
Y |
Z |
?
 
Ma |
Mb |
Mc |
Md |
Me |
Mf |
Mg |
Mh |
Mi |
Mj |
Mk |
Ml |
Mm |
Mn |
Mo |
Mp |
Mq |
Mr |
Ms |
Mt |
Mu |
Mv |
Mw |
Mx |
My |
Mz
 
Mea–Mee |
Mef |
Meg |
Meh |
Mei |
Mej |
Mek |
Mel |
Mem |
Men |
Meo |
Mep |
Mer |
Mes |
Met |
Meu |
Mev |
Mew |
Mex |
Mey |
Mez
 
Mera |
Merb |
Merc |
Merd |
Mere |
Merf |
Merg |
Merh |
Meri |
Merj |
Merk |
Merl |
Merm |
Mern |
Mero |
Merr |
Mers |
Mert |
Meru |
Merv |
Merw |
Merx |
Mery |
Merz
Die Liste der Biografien führt alle Personen auf, die in der deutschsprachigen Wikipedia einen Artikel haben. Dieses ist eine Teilliste mit 85 Einträgen von Personen, deren Namen mit den Buchstaben „Mere“ beginnt.

## Mere
- Mere Hüseyin Pascha († 1624), osmanischer Staatsmann und Großwesir des Osmanischen Reiches
- Méré, Charles (1883–1970), französischer Schriftsteller
- Meré, Jorge (* 1997), spanischer Fußballspieler

### Merea
- Mereau, Friedrich Ernst Carl (1765–1825), deutscher Rechtswissenschaftler, Bibliothekar, Richter und Hochschullehrer
- Mereau, Sophie (1770–1806), Schriftstellerin der deutschen Romantik
- Méreaux, Max (* 1946), französischer Komponist

### Mered
- Meredates, König von Charakene
- Meredi (* 1992), deutsch-armenische Komponistin und Pianistin
- Meredith, Billy (1874–1958), walisischer Fußballspieler
- Meredith, Bryan (* 1989), US-amerikanischer Fußballspieler
- Meredith, Bryn (* 1930), walisischer Rugbyspieler
- Meredith, Burgess (1907–1997), US-amerikanischer SchauspielerBurgess Meredith (1907–1997)

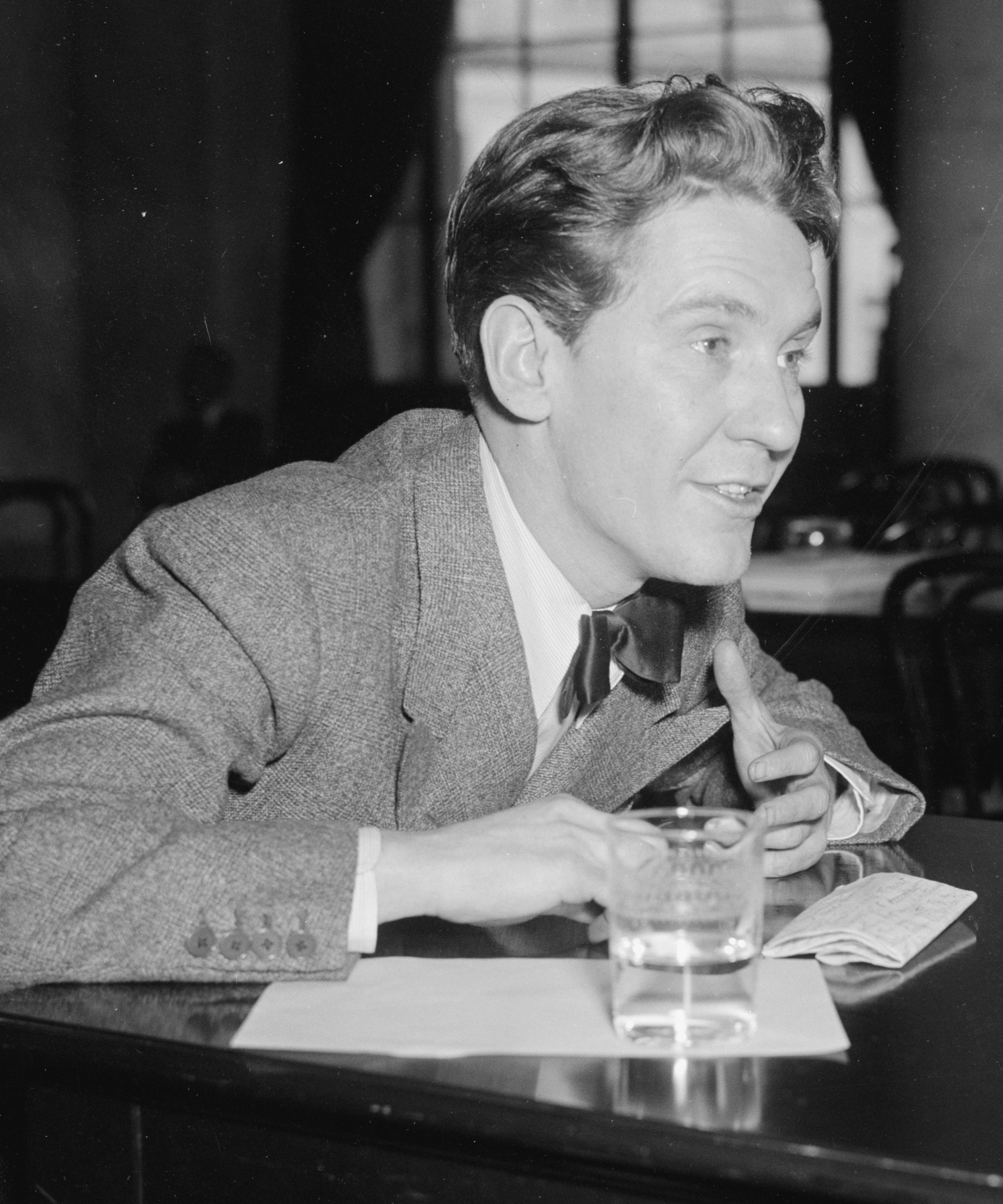
Burgess Meredith (1907–1997)

- Meredith, Cameron (* 1992), US-amerikanischer American-Football-Spieler
- Meredith, Dick (1932–2025), US-amerikanischer Eishockeyspieler
- Meredith, Don (1938–2010), US-amerikanischer American-Football-Spieler, Sportmoderator und Fernsehschauspieler
- Meredith, Edwin (1876–1928), US-amerikanischer Geschäftsmann und Politiker
- Meredith, Elisha E. (1848–1900), US-amerikanischer Politiker
- Meredith, George (1828–1909), englischer Schriftsteller und Lyriker
- Meredith, Ifan, britischer Schauspieler und Synchronsprecher
- Meredith, James (* 1988), australischer Fußballspieler
- Meredith, James Howard (* 1933), US-amerikanischer BürgerrechtlerJames Howard Meredith (* 1933)

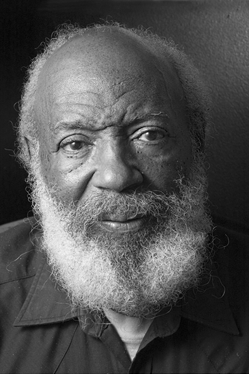
James Howard Meredith (* 1933)

- Meredith, John (1933–2000), kanadischer Maler und Vertreter des Abstrakten Expressionismus in Kanada
- Meredith, Judi (1936–2014), US-amerikanische Schauspielerin
- Meredith, Leon (1882–1930), britischer Radrennfahrer
- Meredith, Louisa Anne (1812–1895), australische Illustratorin und Schriftstellerin
- Meredith, Matthew (* 2000), deutsch-US-amerikanischer Basketballspieler
- Meredith, Rowena (* 1995), australische Ruderin
- Meredith, Samuel (1741–1817), US-amerikanischer Politiker
- Meredith, Tauiliʻili Uili († 2007), samoanischer Beamter und Diplomat
- Meredith, Ted (1891–1957), US-amerikanischer Leichtathlet
- Meredith, Trevor (* 1936), englischer Fußballspieler
- Meredith, William (1835–1903), US-amerikanischer Schachkomponist
- Meredith, William (1919–2007), US-amerikanischer Dichter
- Meredith, William M. (1799–1873), US-amerikanischer Jurist und Politiker
- Meredith-Vula, Lala (* 1966), britische Künstlerin und Fotografin
- Merediz, Olga (* 1956), US-amerikanische Musicaldarstellerin
- Meredow, Raşit (* 1960), turkmenischer Politiker, amtierender Außenminister Turkmenistans
- Meredowa, Walentina (* 1984), turkmenische Sprinterin und Weitspringerin
- Meredyth, Bess (1890–1969), US-amerikanische Drehbuchautorin und Filmschauspielerin

### Merel
- Merel, Loïc (* 1965), französischer Mathematiker
- Merell, Jan (1904–1986), tschechischer Theologe
- Merelli, Bartolomeo (1794–1879), italienischer Impresario und Librettist
- Merello, Tita (1904–2002), argentinische Schauspielerin und Sängerin
- Merello, Víctor (* 1952), chilenischer Fußballspieler

### Meren
- Merenberg, Georg von (1871–1948), deutscher Adliger, Graf zu Merenberg
- Merenberg, Sophie von (1868–1927), High Society-Lady
- Merenda, Luc (* 1943), französischer Schauspieler
- Merenda, Moreno (* 1978), Schweizer Fußballspieler
- Merenda, Víctor (1923–1968), französischer Filmregisseur und Schauspieler
- Merendino, James (* 1967), US-amerikanischer Filmregisseur
- Merendino, Stella (* 1994), deutsche Politikerin (Die Linke)Stella Merendino (* 1994)

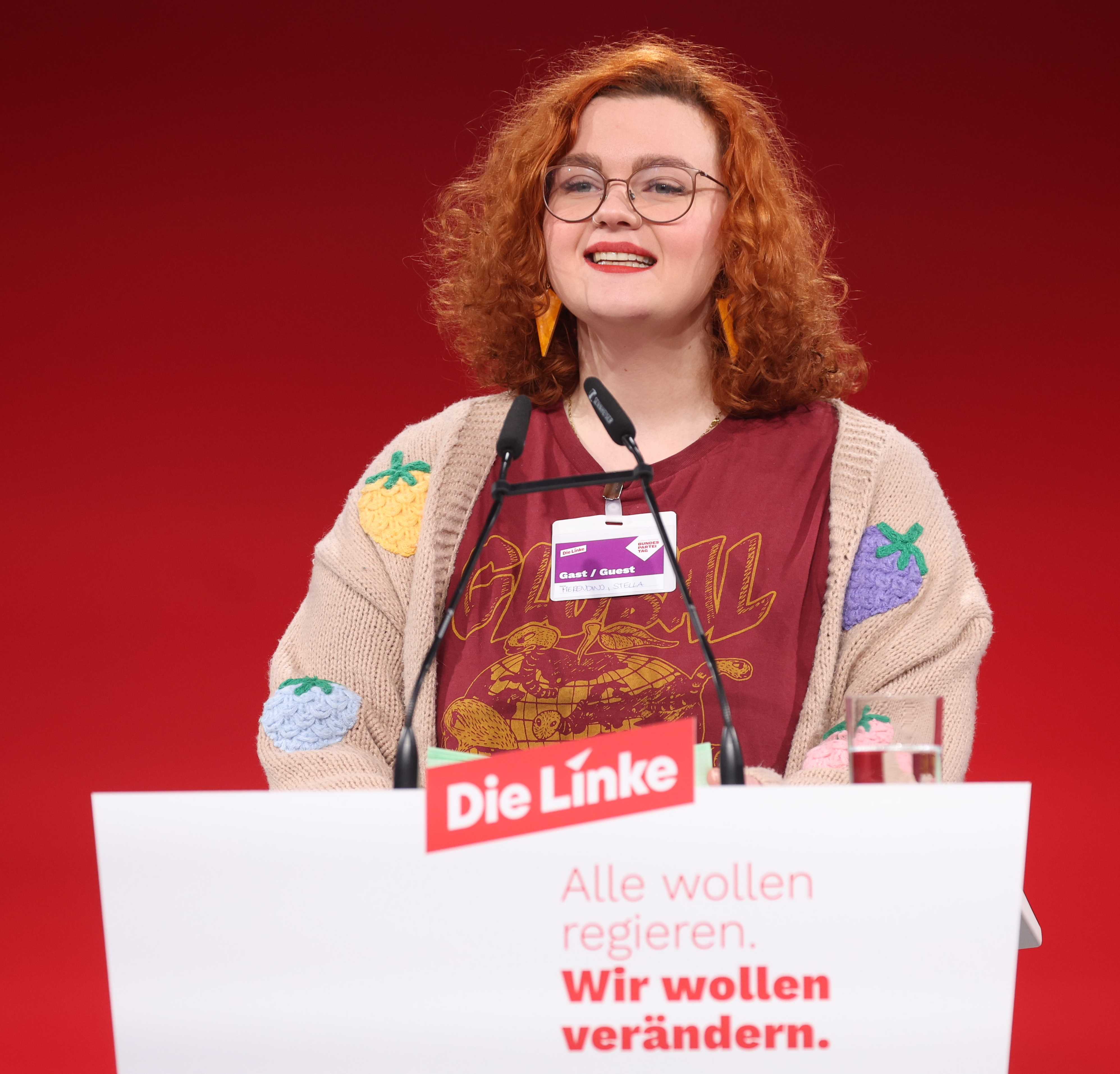
Stella Merendino (* 1994)

- Merenhor, altägyptischer König der 8. Dynastie
- Merenkova, Polina (* 1995), usbekische Tennisspielerin
- Merenptah, 4. Pharao der 19. DynastieMerenptah

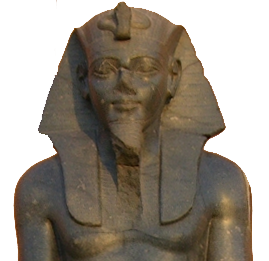
Merenptah

- Merenre, altägyptischer König der 6. Dynastie
- Merensky, Alexander (1837–1918), deutscher Missionar
- Merensky, Hans (1871–1952), südafrikanischer Geologe, Prospektor, Umweltschützer und Philanthrop
- Merentié, Marguerite (* 1880), französische Opernsängerin in der Stimmlage Sopran
- Merényi, József (1928–2018), ungarischer Eisschnellläufer
- Merenzon, Andrea (* 1963), argentinische Fagottistin

### Merep
- Merep, Alexander, Häuptling von Koror, Palau

### Merer
- Mereret, Königstochter der altägyptischen 12. Dynastie
- Mereruka, altägyptischer Wesir

### Meres
- Meres, Francis († 1647), englischer Kleriker und Autor
- Meresanch I., Königin der altägyptischen 4. Dynastie
- Meresanch II., Prinzessin der altägyptischen 4. Dynastie
- Meresanch III., Königin der altägyptischen 4. Dynastie
- Meresanch IV., Königin der altägyptischen 5. Dynastie
- Mereschko, Anatoli Grigorjewitsch (1921–2018), sowjetischer Offizier, stellvertretender Stabschef des Warschauer Paktes (1969–1983)
- Mereschko, Ihor (* 1998), ukrainischer Eishockeyspieler
- Mereschko, Jelysaweta (* 1992), ukrainische Paraolympionikin
- Mereschkowski, Dmitri Sergejewitsch (1865–1941), russischer SchriftstellerDmitri Sergejewitsch Mereschkowski (1865–1941)

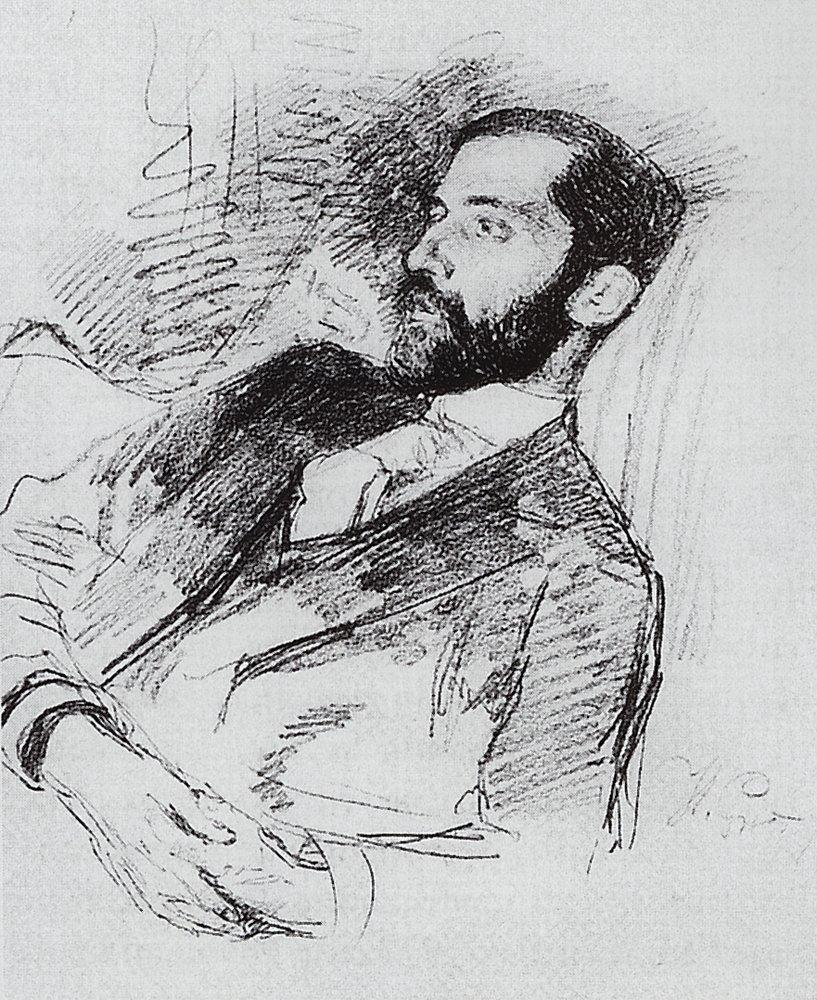
Dmitri Sergejewitsch Mereschkowski (1865–1941)

- Mereschkowski, Konstantin Sergejewitsch (1855–1921), russischer Biologe
- Mereskin, Alexander Pawlowitsch (* 1987), russischer Eishockeyspieler
- Meresmaa, Getter (* 1994), estnische Schauspielerin

### Meret
- Meret, Alex (* 1997), italienischer Fußballspieler
- Meretnebty, Königin der 5. ägyptischen Dynastie
- Meretta, Gustav (1832–1888), tschechischer Architekt
- Meretyn, Bernhard († 1759), Lemberger Architekt des Barocks
- Meretzky, Steve (* 1957), US-amerikanischer Computerspiel-Programmierer

### Mereu
- Méreu, Jean (* 1944), französischer Jazztrompeter

### Merey
- Merey, Can (* 1972), deutscher Journalist und Buchautor
- Mérey, Kajetan (1861–1931), österreichisch-ungarischer Diplomat
- Merey-Apinda, Edna (* 1976), gabunische Autorin

### Merez
- Merezkow, Kirill Afanassjewitsch (1897–1968), sowjetischer Offizier, zuletzt Marschall der Sowjetunion